# Dominikana na Letnich Igrzyskach Olimpijskich 2000
Dominikanę na Letnich Igrzyskach Olimpijskich 2000 reprezentowało 13 zawodników, 11 mężczyzn i 2 kobiety.

## Boks
- Yovanny Lorenzo - kategoria do 67 kg (odpadł w 2 rundzie)
- Juan José Ubaldo - kategoria do 71 kg (odpadł w 1 rundzie)
- Jerson Ravelo - kategoria do 75 kg (odpadł w 1 rundzie)

## Judo
- Juan Carlos Jacinto
- José Vicbart Geraldino
- José Augusto Geraldino
- José Eugenio Vásquez
- Eleucadia Vargas

## Lekkoatletyka
- Carlos Santa - bieg na 400 m (odpadł w 1 rundzie eliminacji)
- Felix Sanchez - bieg na 400 m przez płotki (odpadł w 1 rundzie eliminacji)

## Pływanie
- Guillermo Cabrera Gonzalez - 200 m stylem grzbietowym (odpadł w eliminacjach)

## Podnoszenie ciężarów
- Plaiter Reyes - kategoria +105 kg (21. miejsce)
- Wanda Rijo - kategoria do 75 kg (8. miejsce)